# Tunely Cu Chi

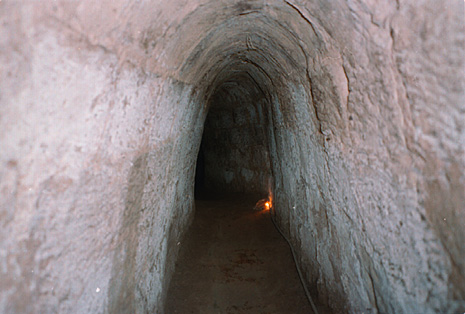
Tunely Cu Chi

Tunely Cu Chi je systém tunelů vyhloubených 70 km severozápadně od Saigonu. Původní délka těchto tunelů byla přes 200 km, nyní je však zachováno jen 120 km. Příslušníci Národní fronty osvobození Jižního Vietnamu (Vietkong) vybudovali tyto tunely během války ve Vietnamu. Byly v nich nemocnice, kuchyně, ložnice, jednací místnosti i sklady zbraní. V roce 1968 zaútočil Vietkong během ofenzívy Tet z těchto tunelů na Saigon. Dnes jsou tunely Cu Chi cílem pro turisty.